# Chrysotus albohirtus
Chrysotus albohirtus är en tvåvingeart som beskrevs av Van Duzee 1924. Chrysotus albohirtus ingår i släktet Chrysotus och familjen styltflugor. Inga underarter finns listade i Catalogue of Life.